# Rothschild-Pfaufasan
Der Rothschild-Pfaufasan (Polyplectron inopinatum), auch Spiegel-Bronzeschwanzfasan oder Rothschilds Spiegelpfau genannt, ist eine Art aus der Familie der Fasanenartigen. Diese Art lebt im Hochland der Malaiischen Halbinsel. Sein Lebensraum umfasst bewaldete Gebirgsregionen über 1000 m.

## Erscheinungsbild
Rothschild-Pfaufasanen haben eine Flügellänge zwischen 17,5 (Weibchen) und 25,5 (Männchen) Zentimetern. Ein großer Unterschied besteht auch bei der Schwanzlänge. Die Weibchen haben Schwanzlängen zwischen 22 und 27,5 Zentimetern. Bei den Männchen betragen diese 32 bis 40 Zentimeter. Auf dem Schwanz sowie auf dem Gefiedermantel finden sich zahlreiche dunkle, irisierende Augflecken.
Kennzeichnend für den Rothschild-Pfaufasan sind das Fehlen einer Federhaube und das komplett befiederte Gesicht. Dies unterscheidet ihn deutlich von den anderen Vertretern der Gattung der Pfaufasanen, die regelmäßig eine Federhaube aufweisen, die bei mehreren Arten außerdem auffällig nach vorne gerichtet ist.
In dem Verbreitungsgebiet des Rothschild-Pfaufasans kommt auch der Malaienpfaufasan vor. Dieser hat sich allerdings auf Lebensräume im Tiefland spezialisiert.

## Verbreitung und Lebensweise
Rothschild-Pfaufasanen sind auf der Malaiischen Halbinsel in Höhenlagen zwischen 900 und 1800 Metern zu finden. Auch dies unterscheidet sie deutlich von anderen Vertretern der Pfaufasanen, die wie etwa der Palawan-Pfaufasan oder der Bronze-Spiegelpfau ausschließlich in dichtem Unterholz ursprünglicher Wälder des Tieflands zu finden sind.
Über das Leben in freier Wildbahn ist nur wenig bekannt. Das Fehlen lauter Rufe erschwert es dabei ganz besonders, diese Tiere im dichten Unterholz zu beobachten.
Rothschild-Pfaufasanen fressen eine proteinreiche Nahrung mit einem hohen Anteil an Insekten. Zu ihrer Diät gehören auch die Früchte bestimmter Bäume. Nachts baumen sie in von Schlingpflanzen freien Bäumen auf.
Das Gelege des Rothschild-Pfaufasans besteht offenbar regelmäßig aus zwei Eiern. Das unterscheidet diese Art ebenfalls von anderen Arten der Pfaufasanen, bei denen die Gelegegröße häufig nur ein Ei beträgt. Für den Rothschild-Pfaufasan ist diskutiert worden, ob die Männchen eine sequentielle Polygamie praktizieren. Beobachtungen lassen darauf schließen, dass das Männchen das Weibchen zum Zeitpunkt der Eiablage verlässt, um sich eine neue Partnerin zu suchen.

## Systematik
Der Rothschild-Pfaufasan ist nach Einschätzung des Ornithologen Paul Johngard eine Übergangsform zwischen dem Bronzeschwanz-Pfaufasan und den anderen, typischeren Vertretern der Pfaufasanen. Verglichen mit diesen anderen Pfaufasan-Arten sind die irisierenden Augflecken fast unauffällig. Dies gilt auch für das Verhalten. Der Rothschild-Pfaufasan präsentiert zwar seine Körperseite dem Weibchen und wendet ihm dabei das gesträubte Gefieder zu. Eine frontale Präsentation, wie sie beispielsweise beim Indochina-Pfaufasan zu beobachten ist, ist dagegen bei dieser Art noch nicht entwickelt.